# 膳余磯
膳 余磯（かしわで の あれし）あるいは稚桜部 余磯（わかさくらべ の あれし、生没年不詳）は、日本古代の5世紀前半の豪族で初代の若狭国造。姓は臣。

## 記録
『日本書紀』巻第十二に、磐余池（磐余市磯池）が履中天皇2年11月に築造されたことが記述されており。翌年の冬、天皇は両俣船（ふたまた）を浮かべて遊宴をしたのだが、その折りに、酒を献じたのが余磯であった。その時天皇の盃に季節外れの桜の花が紛れ込み、天皇は訝しく思い、物部長真胆に命じて、どこから桜の花が迷い込んで来たのか調べさせた。長真胆は見事桜の木を捜し出して献上した。このことがきっかけで天皇の宮は「磐余稚桜宮」と命名され、余磯と長真胆の二人はそれぞれ稚桜部臣・稚桜部造の氏姓を得たという。
『古事記』には、この時の出来事が
とだけ記述されている
膳氏は天皇の食膳に奉仕する氏族で、故にこの栄誉を獲得したのであった。ただ、この説話の信憑性は薄く、氏族名は御食つ国である「若狭」の国名に由来するとの説が有力である。『旧事本紀』「国造本紀」の若狭国造の項目に、「遠飛鳥朝（允恭天皇）御代、膳臣祖佐白米命(さしろよねのみこと)児荒礪命(あらとのみこと)賜国造を定む」とあり、初代若狭国造とされる。
『書紀』第二十九によると、天武天皇13年（684年）、八色の姓で若桜部臣一族は朝臣を賜姓されている。